# Ferrocarril del Guadiana
El ferrocarril del Guadiana fue una línea férrea española de vía estrecha carácter minero que existió en la provincia de Huelva, prestando servicio a la mina de Las Herrerías. La infraestructura estuvo operativa entre 1890 y 1966, fecha en que fue clausurada. El trazado tenía una longitud de 30,910 kilómetros de longitud y empleaba un ancho de vía de 762 milímetros. En la actualidad una parte del trazado ha sido rehabilitado dentro de la Vía verde del Guadiana.

## Historia
El proyecto del ferrocarril, con fecha de 1888, se basaba en uno que ya había sido diseñado en su día por el ingeniero Ernesto Deligny. Las obras del trazado corrieron a cargo de la The Bede Metal and Chemical Company Ltd, de capital británico. En un principio se combinaba el trazado mediante vía férrea y cable aéreo para facilitar el traslado de mineral desde la mina de Las Herrerías hasta el puerto fluvial de La Laja, a orillas del río Guadiana. Con posterioridad se eliminó el cable aéreo de Sardón al puerto de La Laja, por los problemas logísticos que creaba, y se prolongó la línea férrea hasta las instalaciones de La Laja. El trazado, que transitaba por un terreno con fuertes ondulaciones y curvas, llegó a contar con dos estaciones intermedias para facilitar el cruce de trenes ascendentes y descendentes.
El ferrocarril fue clausurado en 1966, pasando a realizarse el transporte de mineral por carretera.

## Estado actual
Tras el cierre de la línea, tiempo después las vías fueron levantadas y muchas de las infraestructuras fueron desmanteladas, por lo que no se conservan en la actualidad. Un tramo del antiguo trazado ferroviario ha sido rehabilitado como sendero peatonal y ciclista, la denominada Vía verde del Guadiana, que tiene una longitud de 16,7 kilómetros.